# Coupe du monde d'escalade de 2003
Navigation
14e édition 16e édition
La coupe du monde d'escalade 2003 est la 15e coupe du monde d'escalade. Elle s'est tenue du 23 mars au 7 décembre 2003. Elle comporte neuf épreuves de difficulté, six de bloc et six de vitesse. La coupe du monde de difficulté a été remportée par Alexandre Chabot et Muriel Sarkany, la coupe de bloc a  été remportée par Jérôme Meyer et Sandrine Levet, et la coupe de vitesse a été remportée par Tomasz Oleksy et Valentina Yurina.

## Classement général
| Catégories | Or                   | Or         | Argent                   | Argent     | Bronze           | Bronze     |
| ---------- | -------------------- | ---------- | ------------------------ | ---------- | ---------------- | ---------- |
| Difficulté | Alexandre Chabot (3) | 660 points | Ramón Julián Puigblanque | 590 points | François Auclair | 431 points |
| Difficulté | Muriel Sarkany (5)   | 645 points | Sandrine Levet           | 570 points | Angela Eiter     | 546 points |
| Bloc       | Jérôme Meyer (3)     | 430 points | Salavat Rakhmetov        | 415 points | Daniel Du Lac    | 309 points |
| Bloc       | Sandrine Levet (3)   | 500 points | Olga Bibik               | 390 points | Nataliya Perlova | 266 points |
| Vitesse    | Tomasz Oleksy        | 425 points | Alexander Peshekhonov    | 378 points | Iakov Soubbotine | 322 points |
| Vitesse    | Valentina Yurina     | 380 points | Anna Stenkovaya          | 363 points | Olena Ryepko     | 326 points |
| Combiné    | Tomasz Oleksy        | 647 points | Evgeny Ovchinnikov       | 336 points | Cédric Lachat    | 313 points |
| Combiné    | Sandrine Levet (3)   | 940 points | Olga Bibik               | 471 points | Barabara Bacher  | 322 points |

## Étapes
La coupe du monde d'escalade 2003 s'est déroulée du 23 mars au 7 décembre 2003, repartie en dix-huit étapes comprenant une ou deux disciplines.
| Dates                               | Lieu                   | Difficulté | Bloc     | Vitesse  |
| ----------------------------------- | ---------------------- | ---------- | -------- | -------- |
| 23 mai 2003-24 mai 2003             | Imst                   | X          | -        | -        |
| 30 mai 2003-1er juin 2003           | Iekaterinbourg         | -          | X        | X        |
| 4 juin 2003                         | Iekaterinbourg         | -          | -        | X        |
| 6 juin 2003-8 juin 2003             | Iekaterinbourg         | X          | -        | X        |
| 13 juin 2003-15 juin 2003           | Fiera di Primiero      | -          | X        | -        |
| 23 juin 2003                        | Lecco                  | -          | -        | X        |
| 24 juin 2003-26 juin 2003           | Lecco                  | -          | X        | -        |
| 28 juin 2003-29 juin 2003           | Lecco                  | X          | -        | -        |
| 25 juillet 2003-26 juillet 2003     | L'Argentière-la-Bessée | -          | X        | -        |
| 26 juillet 2003-27 juillet 2003     | Val Daone              | -          | -        | X        |
| 22 août 2003-23 août 2003           | Aviles                 | X          | -        | -        |
| 12 septembre 2003-13 septembre 2003 | Rovereto               | -          | X        | -        |
| 3 octobre 2003-4 octobre 2003       | Aprica                 | X          | -        | -        |
| 11 octobre 2003-12 octobre 2003     | Prague                 | X          | -        | -        |
| 31 octobre 2003-1er novembre 2003   | Valence                | X          | -        | -        |
| 14 novembre 2003-16 novembre 2003   | Kranj                  | X          | -        | -        |
| 21 novembre 2003-23 novembre 2003   | Shenzhen               | X          | -        | X        |
| 4 décembre 2003-7 décembre 2003     | Édimbourg              | X          | X        | -        |
| Total : 18 étapes                   |                        | 10 étapes  | 6 étapes | 6 étapes |

## Podiums des étapes

### Difficulté

#### Hommes
| Étapes      | Lieu                        | Or                           | Argent                   | Bronze                              |
| ----------- | --------------------------- | ---------------------------- | ------------------------ | ----------------------------------- |
| 23 mai      | Imst (Autriche)             | Alexandre Chabot (11)        | Ramón Julián Puigblanque | François Legrand                    |
| 6 juin      | Iekaterinbourg (Russie)     | Alexandre Chabot (12)        | Tomás Mrázek             | Gérome Pouvreau                     |
| 28 juin     | Lecco (Italie)              | Alexandre Chabot (13)        | Ramón Julián Puigblanque | Evgeny Ovchinnikov Bernardino Lagni |
| 22 août     | Aviles (Espagne)            | Alexandre Chabot (14)        | Paxti Usobiaga Lakunza   | Ramón Julián Puigblanque            |
| 3 octobre   | Aprica (Italie)             | Ramón Julián Puigblanque (2) | Alexandre Chabot         | François Auclair                    |
| 11 octobre  | Prague (République Tchèque) | Ramón Julián Puigblanque (3) | François Auclair         | Evgeny Ovchinnikov                  |
| 31 octobre  | Valence (France)            | Alexandre Chabot (15)        | Evgeny Ovchinnikov       | Ramón Julián Puigblanque            |
| 14 novembre | Kranj (Slovénie)            | Ramón Julián Puigblanque (4) | Alexandre Chabot         | Cédric Lachat                       |
| 21 novembre | Shenzhen (Chine)            | François Auclair             | Tomás Mrázek             | Keita Mogaki                        |
| 4 décembre  | Édimbourg (Grande-Bretagne) | Paxti Usobiaga Lakunza       | Michaël Fuselier         | Sylvain Millet                      |

#### Femmes
| Étapes      | Lieu                        | Or                  | Argent         | Bronze              |
| ----------- | --------------------------- | ------------------- | -------------- | ------------------- |
| 23 mai      | Imst (Autriche)             | Muriel Sarkany (13) | Sandrine Levet | Chloé Minoret       |
| 6 juin      | Iekaterinbourg (Russie)     | Chloé Minoret       | Émilie Pouget  | Olga Bibik          |
| 28 juin     | Lecco (Italie)              | Muriel Sarkany (14) | Martina Cufar  | Bettina Schöpf      |
| 22 août     | Aviles (Espagne)            | Muriel Sarkany (15) | Sandrine Levet | Martina Cufar       |
| 3 octobre   | Aprica (Italie)             | Angela Eiter        | Sandrine Levet | Muriel Sarkany      |
| 11 octobre  | Prague (République Tchèque) | Sandrine Levet (2)  | Angela Eiter   | Caroline Ciavaldini |
| 31 octobre  | Valence (France)            | Angela Eiter (2)    | Muriel Sarkany | Sandrine Levet      |
| 14 novembre | Kranj (Slovénie)            | Muriel Sarkany (16) | Angela Eiter   | Sandrine Levet      |
| 21 novembre | Shenzhen (Chine)            | Muriel Sarkany (17) | Angela Eiter   | Sandrine Levet      |
| 4 décembre  | Édimbourg (Grande-Bretagne) | Sandrine Levet (3)  | Chloé Minoret  | Maja Vidmar         |

### Bloc

#### Hommes
| Étapes       | Lieu                            | Or                    | Argent            | Bronze            |
| ------------ | ------------------------------- | --------------------- | ----------------- | ----------------- |
| 30 mai       | Iekaterinbourg (Russie)         | Tomasz Oleksy         | Salavat Rakhmetov | Jérôme Meyer      |
| 13 juin      | Fiera di Primiero (Italie)      | Salavat Rakhmetov (3) | Daniel Du Lac     | Jérôme Meyer      |
| 25 juin      | Lecco (Italie)                  | Jérôme Meyer (4)      | Chris Sharma      | Serik Kazbekov    |
| 25 juillet   | L'Argentière-la-Bessée (France) | Jérôme Meyer (5)      | Sangwon Son       | Christian Core    |
| 12 septembre | Rovereto (Italie)               | Salavat Rakhmetov (4) | Daniel Du Lac     | Kilian Fischhuber |
| 4 décembre   | Édimbourg (Grande-Bretagne)     | Jérôme Meyer (6)      | Salavat Rakhmetov | Keita Mogaki      |

#### Femmes
| Étapes       | Lieu                            | Or                  | Argent           | Bronze                   |
| ------------ | ------------------------------- | ------------------- | ---------------- | ------------------------ |
| 30 mai       | Iekaterinbourg (Russie)         | Sandrine Levet (6)  | Olga Bibik       | Fanny Rogeaux            |
| 13 juin      | Fiera di Primiero (Italie)      | Sandrine Levet (7)  | Nataliya Perlova | Stella Marchisio         |
| 25 juin      | Lecco (Italie)                  | Olga Bibik          | Yulia Abramchuk  | Myriam Motteau           |
| 25 juillet   | L'Argentière-la-Bessée (France) | Sandrine Levet (8)  | Giulia Giammarco | Olga Bibik               |
| 12 septembre | Rovereto (Italie)               | Sandrine Levet (9)  | Juliette Danion  | Olga Bibik               |
| 4 décembre   | Édimbourg (Grande-Bretagne)     | Sandrine Levet (10) | Olga Bibik       | Vera Kotasova-Kostruhova |

### Vitesse

#### Hommes
| Étapes      | Lieu                    | Or                        | Argent                | Bronze              |
| ----------- | ----------------------- | ------------------------- | --------------------- | ------------------- |
| 30 mai      | Iekaterinbourg (Russie) | Tomasz Oleksy (3)         | Alexander Peshekhonov | Denis Omeltchenko   |
| 4 juin      | Iekaterinbourg (Russie) | Iakov Soubbotine (2)      | Sergei Sinitcyn       | Alexandre Chaoulsky |
| 6 juin      | Iekaterinbourg (Russie) | Alexander Peshekhonov (4) | Evgueni Minatchev     | Tomasz Oleksy       |
| 23 juin     | Lecco (Italie)          | Tomasz Oleksy (4)         | Alexandre Chaoulsky   | Maksym Styenkovyy   |
| 26 juillet  | Val Daone (Italie)      | Maksym Styenkovyy (4)     | Tomasz Oleksy         | Alexandre Chaoulsky |
| 21 novembre | Shenzhen (Chine)        | Alexander Peshekhonov (5) | Tomasz Oleksy         | Iakov Soubbotine    |

#### Femmes
| Étapes      | Lieu                    | Or                  | Argent                | Bronze             |
| ----------- | ----------------------- | ------------------- | --------------------- | ------------------ |
| 30 mai      | Iekaterinbourg (Russie) | Anna Stenkovaya     | Zosia Podgorbounskikh | Olga Ochtchepkova  |
| 4 juin      | Iekaterinbourg (Russie) | Valentina Yurina    | Svetlana Sutkina      | Tatiana Ruyga      |
| 6 juin      | Iekaterinbourg (Russie) | Olena Ryepko (7)    | Valentina Yurina      | Anna Stenkovaya    |
| 23 juin     | Lecco (Italie)          | Anna Stenkovaya (2) | Olga Zakharova        | Valentina Yurina   |
| 26 juillet  | Val Daone (Italie)      | Olena Ryepko (8)    | Valentina Yurina      | Mayya Piratinskaya |
| 21 novembre | Shenzhen (Chine)        | Mayya Piratinskaya  | Agung Ethi Hendrawati | Yuyun Yuniar       |

## Autres compétitions mondiales de la saison

### Championnats du monde d'escalade 2003

#### Difficulté

##### Hommes
| Étapes    | Lieu              | Or           | Argent                 | Bronze      |
| --------- | ----------------- | ------------ | ---------------------- | ----------- |
| 9 juillet | Chamonix (France) | Tomáš Mrázek | Patxi Usobiaga Lakunza | David Caude |

##### Femmes
| Étapes    | Lieu              | Or             | Argent        | Bronze         |
| --------- | ----------------- | -------------- | ------------- | -------------- |
| 9 juillet | Chamonix (France) | Muriel Sarkany | Emilie Pouget | Sandrine Levet |

#### Bloc

##### Hommes
| Étapes    | Lieu              | Or             | Argent       | Bronze        |
| --------- | ----------------- | -------------- | ------------ | ------------- |
| 9 juillet | Chamonix (France) | Christian Core | Jérôme Meyer | Tomasz Oleksy |

##### Femmes
| Étapes    | Lieu              | Or             | Argent           | Bronze        |
| --------- | ----------------- | -------------- | ---------------- | ------------- |
| 9 juillet | Chamonix (France) | Sandrine Levet | Nataliya Perlova | Fanny Rogeaux |

#### Vitesse

##### Hommes
| Étapes    | Lieu              | Or                    | Argent        | Bronze                |
| --------- | ----------------- | --------------------- | ------------- | --------------------- |
| 9 juillet | Chamonix (France) | Maksym Styenkovyy (2) | Tomasz Oleksy | Alexander Peshekhonov |

##### Femmes
| Étapes    | Lieu              | Or               | Argent        | Bronze           |
| --------- | ----------------- | ---------------- | ------------- | ---------------- |
| 9 juillet | Chamonix (France) | Olena Ryepko (2) | Tatiana Ruyga | Valentina Yurina |